# Юттенайм (городское сообщество Бенфельд)
Юттенайм (фр. Huttenheim) — коммуна на северо-востоке Франции в регионе Гранд-Эст (бывший Эльзас — Шампань — Арденны — Лотарингия), департамент Нижний Рейн, округ Селеста-Эрстен, кантон Эрстен. До марта 2015 года коммуна административно входила в состав упразднённого кантона Бенфельд (округ Селеста-Эрстен). Входит в состав агломерации городское сообщество Бенфельд и окрестности.
Площадь коммуны — 12,55 км², население — 2460 человек (2006) с тенденцией к росту: 2629 человек (2013), плотность населения — 209,5 чел/км².

## Население
Население коммуны в 2011 году составляло 2554 человека, в 2012 году — 2591 человек, а в 2013-м — 2629 человек.
| 1962 | 1968 | 1975 | 1982 | 1990 | 1999 | 2006 | 2008 | 2011 | 2012 | 2013 |
| ---- | ---- | ---- | ---- | ---- | ---- | ---- | ---- | ---- | ---- | ---- |
| 1625 | 1893 | 2062 | 1974 | 1999 | 2094 | 2460 | 2461 | 2554 | 2591 | 2629 |

Динамика населения:

## Экономика
В 2010 году из 1642 человек трудоспособного возраста (от 15 до 64 лет) 1298 были экономически активными, 344 — неактивными (показатель активности 79,0 %, в 1999 году — 74,6 %). Из 1298 активных трудоспособных жителей работал 1201 человек (636 мужчин и 565 женщин), 97 числились безработными (42 мужчины и 55 женщин). Среди 344 трудоспособных неактивных граждан 116 были учениками либо студентами, 125 — пенсионерами, а ещё 103 — были неактивны в силу других причин.

## Достопримечательности (фотогалерея)

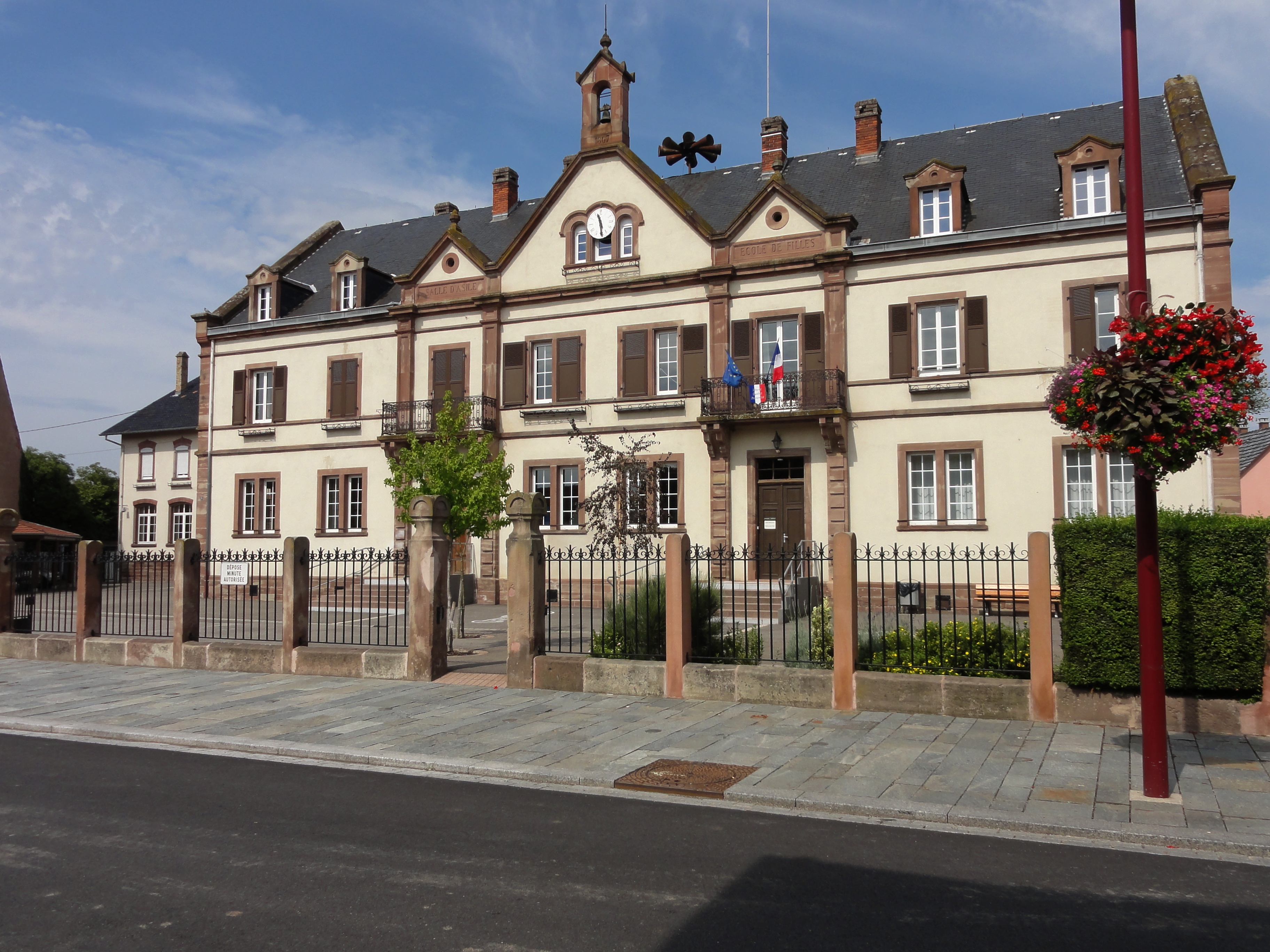
Здание школы
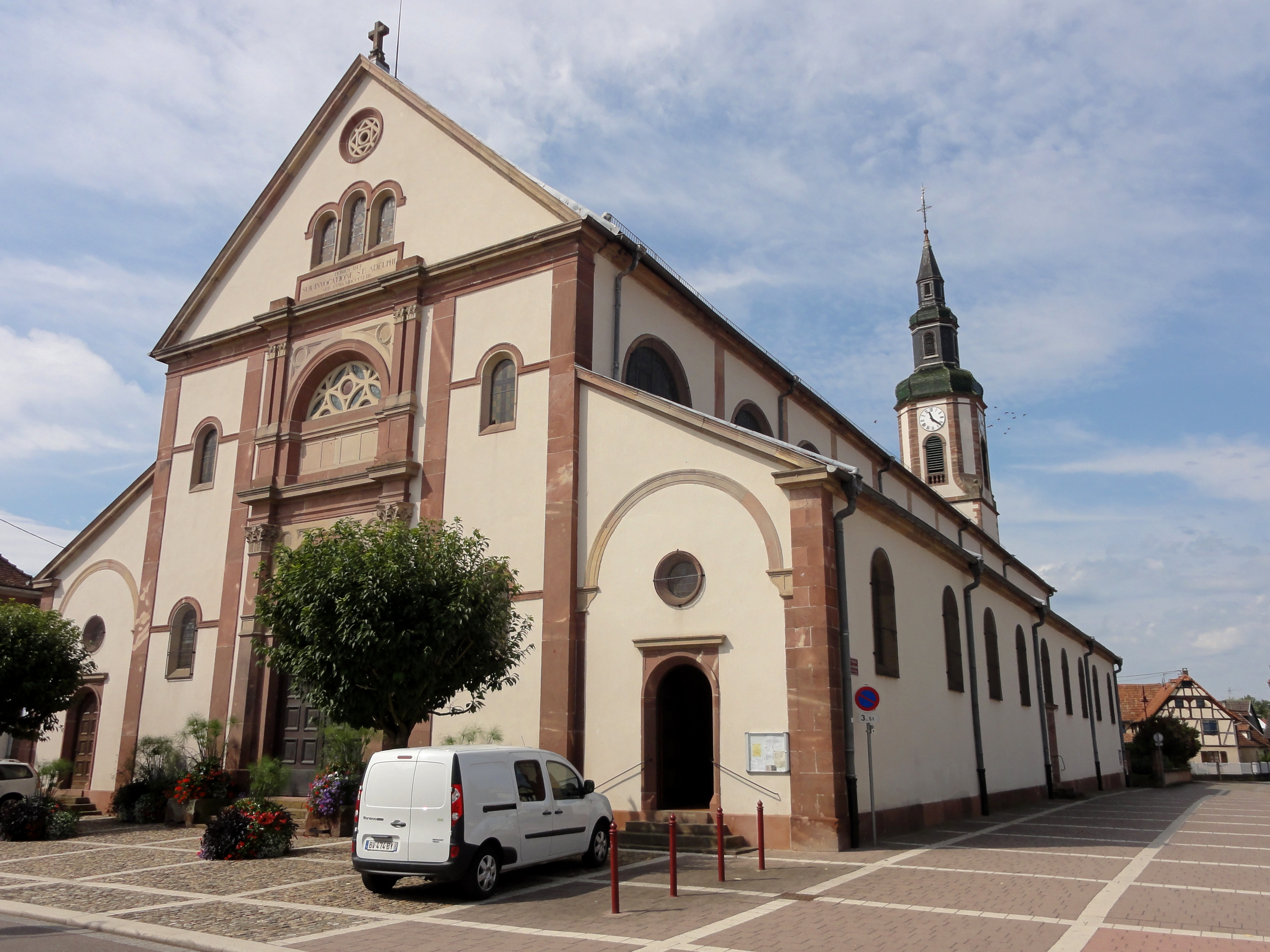
Церковь
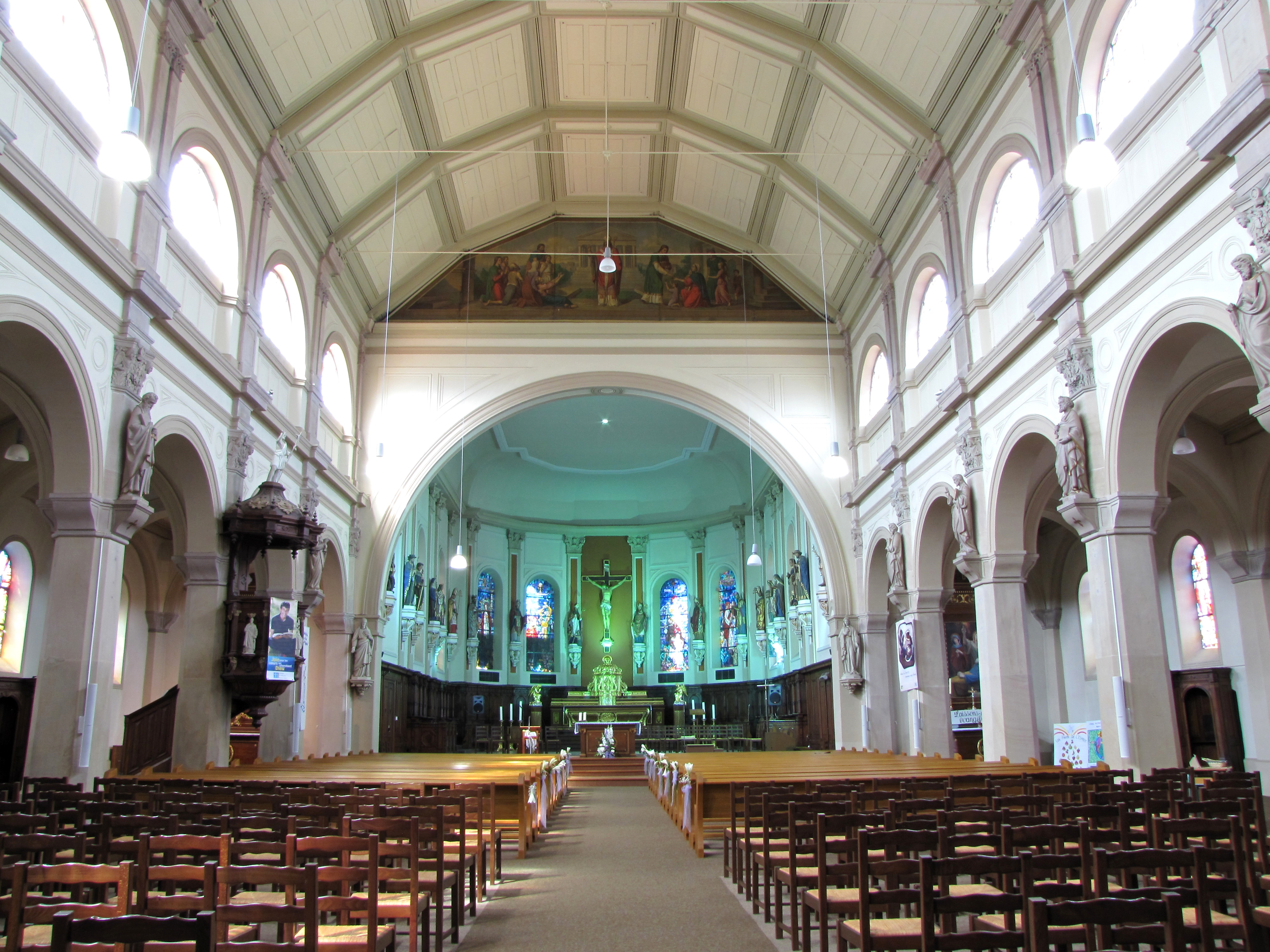
Интерьер церкви
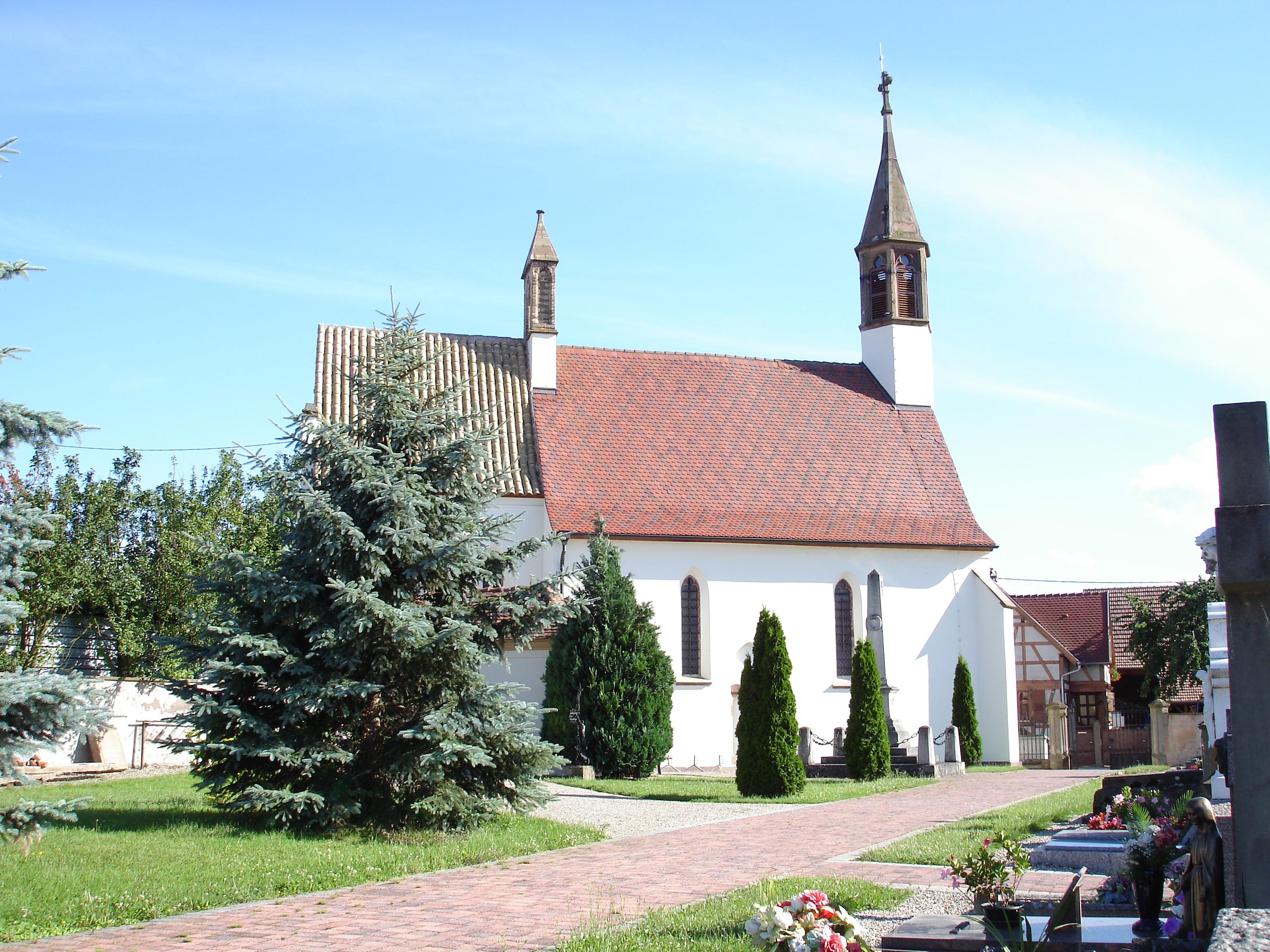
Часовня
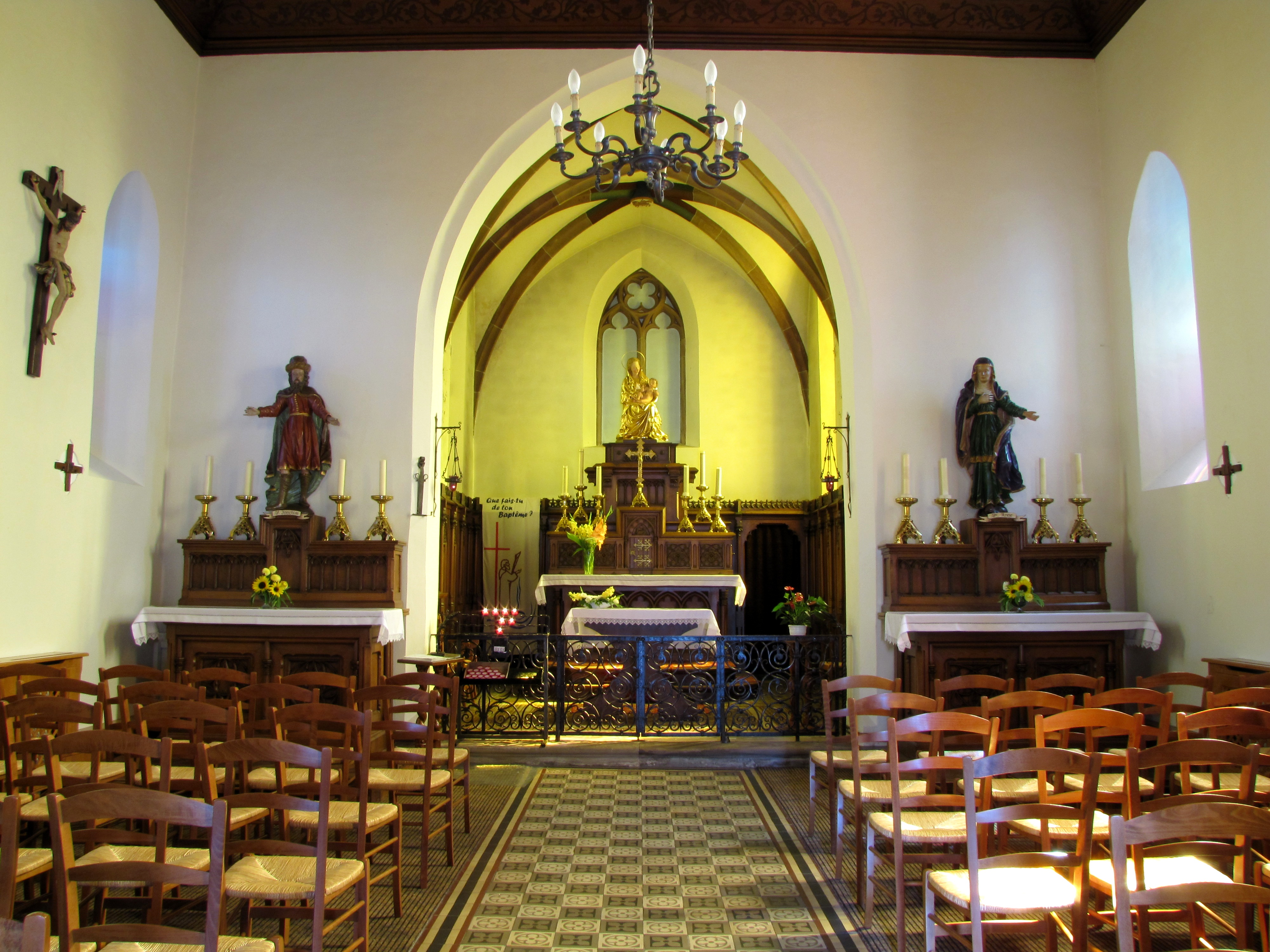
Интерьер часовни
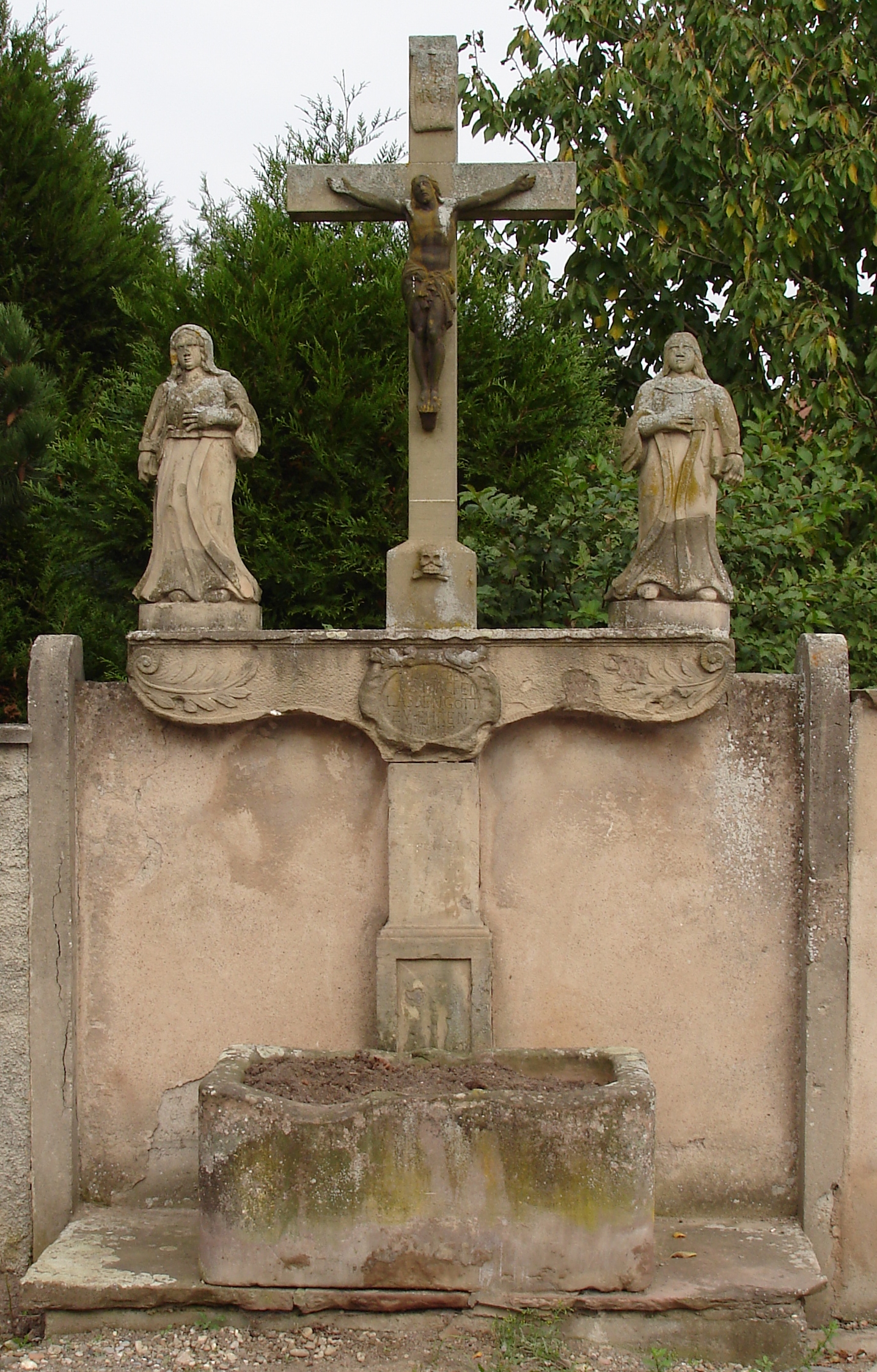
Распятие (Голгофа)
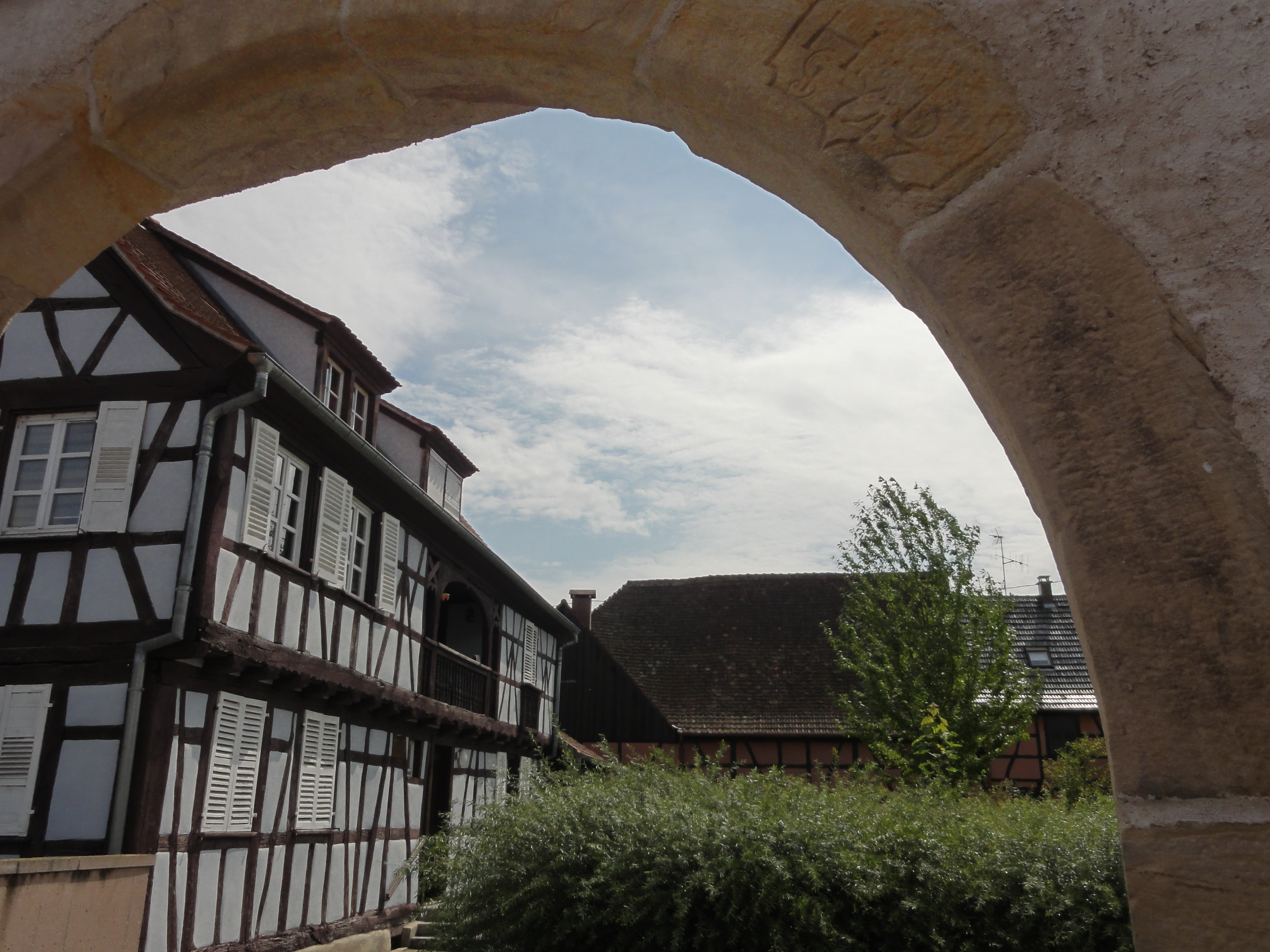
Вид на старое здание
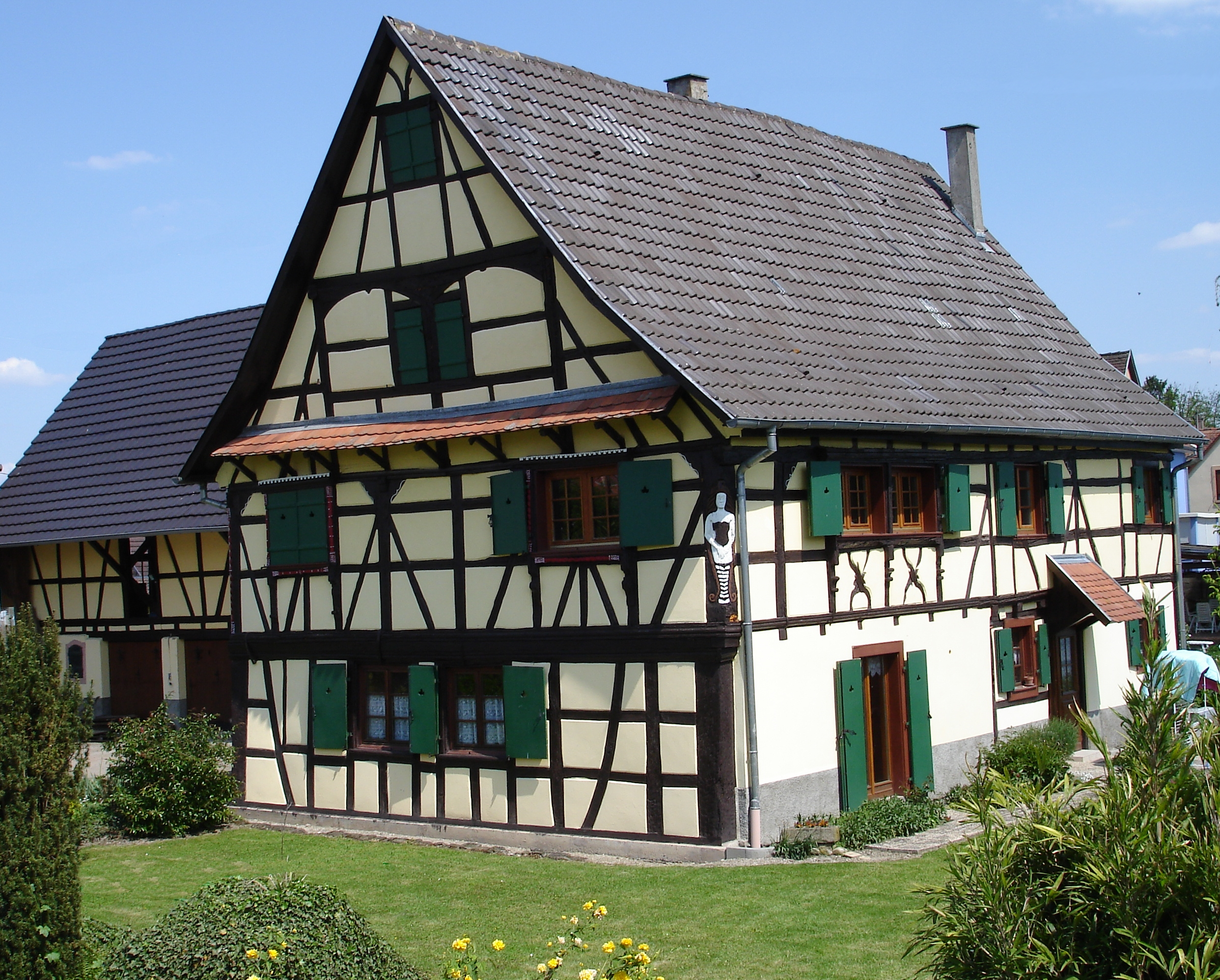
Фахверковый дом